# Saint-Ciers-d’Abzac
Saint-Ciers-d’Abzac ist eine französische Gemeinde mit 1.528 Einwohnern (Stand: 1. Januar 2022) im Département Gironde in der Region Nouvelle-Aquitaine. Sie gehört zum Arrondissement Libourne und zum Kanton Le Nord-Libournais.

## Lage
Saint-Ciers-d’Abzac liegt etwa 32 Kilometer nordöstlich von Bordeaux und 14 Kilometer nördlich von Libourne. Der Fluss Saye bildet streckenweise die westliche Gemeindegrenze. Umgeben wird Saint-Ciers-d’Abzac von den Nachbargemeinden Tizac-de-Lapouyade im Nordwesten und Norden, Maransin im Norden und Nordosten, Saint-Martin-du-Bois im Osten und Süden und Osten, Galgon sowie Périssac im Südwesten und Westen.

## Bevölkerungsentwicklung
| Jahr                       | 1962 | 1968 | 1975 | 1982 | 1990 | 1999 | 2009 | 2020 |
| Einwohner                  | 437  | 423  | 452  | 603  | 946  | 1071 | 1316 | 1502 |
| Quellen: Cassini und INSEE |      |      |      |      |      |      |      |      |

## Sehenswürdigkeiten
- Kirche Saint-Cyr (Monument historique)

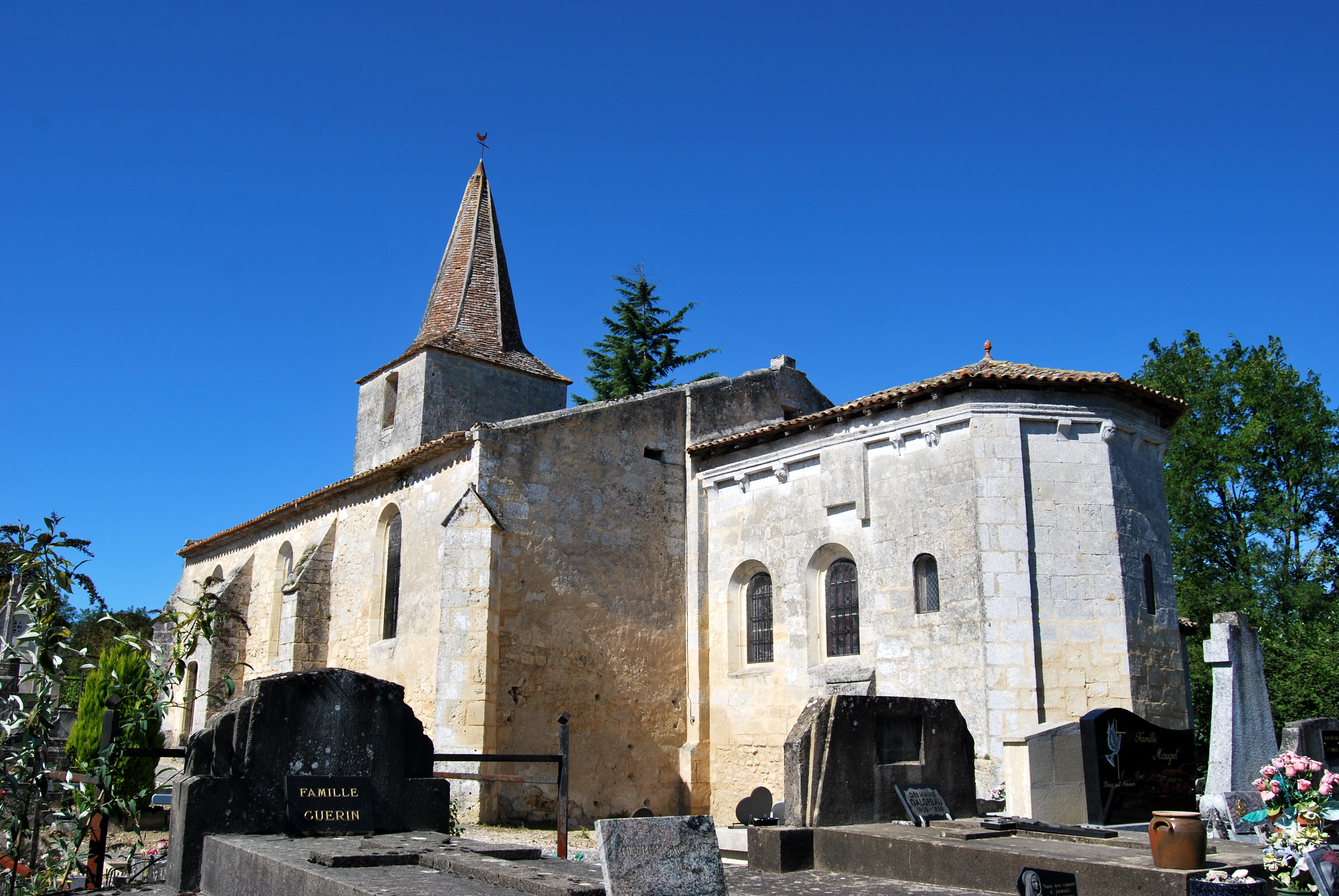
Kirche Saint-Cyr
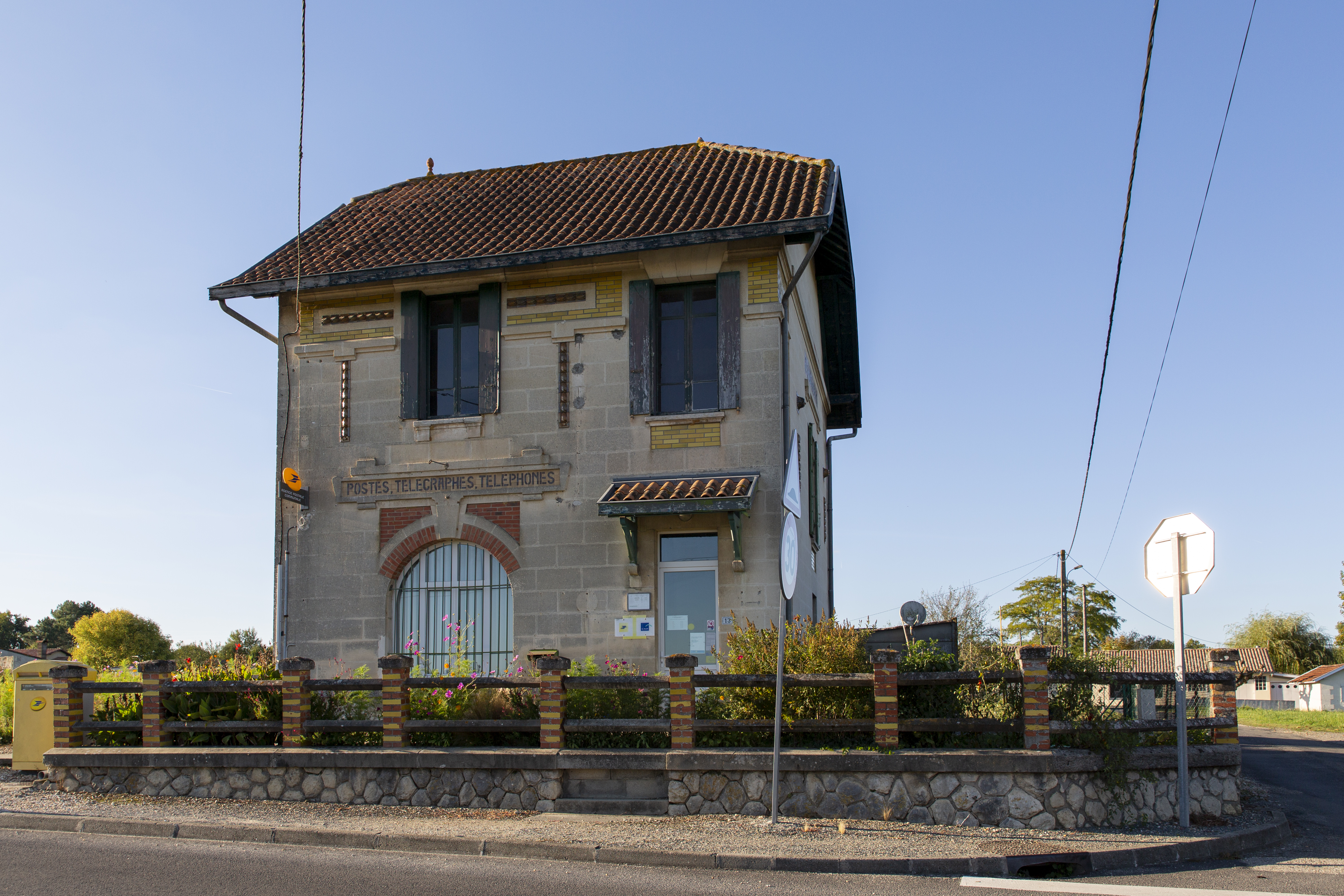
Postamt

## Gemeindepartnerschaft
Mit der spanischen Gemeinde Seròs in Katalonien besteht seit 1993 eine Partnerschaft.